# Issa Kaboré
Pour les articles homonymes, voir Kaboré.
Issa Kaboré, né le 12 mai 2001 à Bobo-Dioulasso au Burkina Faso, est un footballeur international burkinabé qui évolue au poste à Manchester City.

## Biographie

### Formation
Cousin de Charles, Issa Kaboré est repéré lors d’un test de recrutement organisé par le centre Noaga Ouédraogo fondée par Rahim Ouédraogo, un ancien international et capitaine de l’équipe nationale du Burkina Faso, Ainsi commence sa formation dans cette académie, basée à Bama, non loin de Bobo-Dioulasso. Après une journée de détection, Kaboré n’est pas retenu. Mais, coup de chance. Le jeune homme a tapé dans l’œil de Brama Traoré, ancien footballeur international et entraîneur de football.

### En club
Après une formation au centre Noaga Ouédraogo, Issa Kaboré évolue avec l’équipe de Rahimo FC dans le championnat de première division du Burkina Faso. Il se fait un nom en deuxième division du championnat de football. Avec le club, il est vainqueur du championnat de deuxième division dans la poule B. Il tape dans l’œil des recruteurs et est transféré en Belgique au KV Malines.
Il joue son premier match en première division belge le 11 février 2020, lors d'un déplacement sur la pelouse du Sporting Charleroi (défaite 2-1)
Recruté par Manchester City, il est successivement prêté au KV Malines en 2020, à l'ESTAC Troyes en 2021, à l’Olympique de Marseille en 2022 avec des performances moyennes, puis à Luton Town en 2023.
Le 1er septembre 2024, Kaborè a rejoint le club de Primeira Liga Benfica en prêt de Manchester City,. Ayant eu des difficultés à obtenir du temps de jeu, il a été rappelé le 6 janvier 2025 et a rejoint le club de Bundesliga Werder Brême en prêt pour le reste de la saison.

### En équipe nationale
Les bonnes performances de Issa Kaboré avec Rahimo FC convainquent le sélectionneur, Séraphin Dargani qui le retient avec les moins de 20 ans, il participe à la Coupe d'Afrique des nations des moins de 20 ans en février 2019. Lors de cette compétition organisée au Niger, il joue trois matchs pour les Etalons, avec pour résultats trois défaites.
Le 9 juin 2019, il figure pour la première fois sur le banc des remplaçants de l'équipe nationale A, mais sans entrer en jeu, lors d'une rencontre amicale face à la RD Congo (score : 0-0). Il reçoit finalement sa première sélection avec le Burkina Faso le 4 septembre 2019, en amical contre la Libye, où il officie comme titulaire (victoire 1-0).
Il est sélectionné pour la Coupe d'Afrique des nations de football 2021. Il effectue notamment 3 passes décisives lors des rencontres face au Cap-Vert, au Sénégal et au Cameroun.
Il réalise de très bonnes performances avec le Burkina Faso à la Coupe d'Afrique des nations 2021 au Cameroun. Auteur de trois passes décisives et d’un but durant la compétition, le latéral droit burkinabé est désigné meilleur jeune de la compétition, succédant ainsi au Sénégalais Krépin Diatta.
Le 20 décembre 2023, il est retenu dans la liste des vingt-sept joueurs burkinabés sélectionnés par Hubert Velud pour disputer la Coupe d'Afrique des nations 2023.

## Statistiques
| Saison                | Club                          | Championnat           | Championnat | Championnat | Championnat | Coupe nationale | Coupe nationale | Coupe nationale | Coupe de la Ligue | Coupe de la Ligue | Coupe de la Ligue | Compétition(s) continentale(s) | Compétition(s) continentale(s) | Compétition(s) continentale(s) | Compétition(s) continentale(s) | Total | Total | Total |
| Saison                | Club                          | Division              | M.          | B.          | P.d.        | M.              | B.              | P.d.            | M.                | B.                | P.d.              | Comp.                          | M.                             | B.                             | P.d.                           | M.    | B.    | P.d.  |
| 2019-2020             | KV Malines                    | Jupiler Pro League    | 5           | 0           | 1           | -               | -               | -               | -                 | -                 | -                 | -                              | -                              | -                              | -                              | 5     | 0     | 1     |
| 2020-2021             | KV Malines (prêt)             | Jupiler Pro League    | 27          | 0           | 3           | 2               | 0               | 2               | -                 | -                 | -                 | -                              | -                              | -                              | -                              | 29    | 0     | 5     |
| Sous-total            | Sous-total                    | Sous-total            | 32          | 0           | 4           | 2               | 0               | 2               | -                 | -                 | -                 | -                              | -                              | -                              | -                              | 34    | 0     | 6     |
| 2021-2022             | ESTAC Troyes (prêt)           | Ligue 1               | 31          | 0           | 1           | 1               | 0               | 1               | -                 | -                 | -                 | -                              | -                              | -                              | -                              | 32    | 0     | 2     |
| 2022-2023             | Olympique de Marseille (prêt) | Ligue 1               | 22          | 1           | 0           | 3               | 0               | 0               | -                 | -                 | -                 | C1                             | 4                              | 0                              | 0                              | 29    | 1     | 0     |
| 2023-2024             | Luton Town (prêt)             | Premier League        | 24          | 0           | 2           | -               | -               | -               | 2                 | 0                 | 0                 | -                              | -                              | -                              | -                              | 26    | 0     | 2     |
| 2024-2025             | SL Benfica (prêt)             | Betclic Primera Liga  | 3           | 0           | 0           | 1               | 0               | 0               | 1                 | 0                 | 0                 | C1                             | 2                              | 0                              | 0                              | 7     | 0     | 0     |
| 2024-2025             | Werder Brême (prêt)           | Bundesliga            | 9           | 0           | 0           | -               | -               | -               | -                 | -                 | -                 | -                              | -                              | -                              | -                              | 9     | 0     | 0     |
| Total sur la carrière | Total sur la carrière         | Total sur la carrière | 121         | 1           | 7           | 7               | 0               | 2               | 3                 | 0                 | 0                 | -                              | 6                              | 0                              | 0                              | 137   | 1     | 9     |

## En équipe nationale
| Saison                | Sélection             | Phases finales        | Phases finales | Phases finales | Phases finales | Éliminatoires CDM | Éliminatoires CDM | Éliminatoires CDM | Éliminatoires CAN | Éliminatoires CAN | Éliminatoires CAN | Matchs amicaux | Matchs amicaux | Matchs amicaux | Total | Total | Total |
| Saison                | Sélection             | Compétition           | M              | B              | Pd             | M                 | B                 | Pd                | M                 | B                 | Pd                | M              | B              | Pd             | M     | B     | Pd    |
| --------------------- | --------------------- | --------------------- | -------------- | -------------- | -------------- | ----------------- | ----------------- | ----------------- | ----------------- | ----------------- | ----------------- | -------------- | -------------- | -------------- | ----- | ----- | ----- |
| 2018-2019             | Burkina Faso          | -                     | -              | -              | -              | -                 | -                 | -                 | -                 | -                 | -                 | 1              | 0              | 0              | 1     | 0     | 0     |
| 2019-2020             | Burkina Faso          | -                     | -              | -              | -              | -                 | -                 | -                 | -                 | -                 | -                 | 1              | 0              | 0              | 1     | 0     | 0     |
| 2020-2021             | Burkina Faso          | -                     | -              | -              | -              | -                 | -                 | -                 | 4                 | 0                 | 1                 | 4              | 0              | 1              | 8     | 0     | 2     |
| 2021-2022             | Burkina Faso          | CAN 2021              | 7              | 0              | 3              | 6                 | 1                 | 0                 | 2                 | 0                 | 1                 | 2              | 1              | 0              | 17    | 2     | 4     |
| 2022-2023             | Burkina Faso          | -                     | -              | -              | -              | -                 | -                 | -                 | 2                 | 0                 | 0                 | 3              | 0              | 0              | 5     | 0     | 0     |
| 2023-2024             | Burkina Faso          | CAN 2023              | 4              | 0              | 0              | 1                 | 0                 | 0                 | 1                 | 0                 | 0                 | 2              | 0              | 0              | 8     | 0     | 0     |
| 2024-2025             | Burkina Faso          | -                     | -              | -              | -              | 2                 | 0                 | 0                 | 5                 | 0                 | 0                 | 1              | 0              | 0              | 8     | 0     | 0     |
| Total sur la carrière | Total sur la carrière | Total sur la carrière | 11             | 0              | 3              | 9                 | 1                 | 0                 | 14                | 0                 | 2                 | 14             | 1              | 1              | 48    | 2     | 6     |

## Palmarès

### En club
Manchester city
• Vainqueur du Community Shield 2024.

### En sélection
- Médaillé d'or des Jeux africains de 2019 avec l'équipe du Burkina Faso des moins de 20 ans